# Jake Sisko
Jake Sisko je sin slavnog Flotinog kapetana Benjamina Siska i Jennifer Sisko. Odabrao je ne služiti Zvjezdanoj floti, već postati pisac.
Njegov najbolji prijatelj je Ferengi Nog.

## Životopis
2366. godine Jake je živio s roditeljima na brodu USS Saratoga gdje je njegov otac, Benjamin Sisko bio prvi časnik. Kasnije te godine Jakeova majka, Jennifer Sisko poginula je u Bitci kod Wolfa 359 gdje je Saratoga uništena u npadau borgovske kocke dok su Benjamin i Jake uspjeli napustiti brod prije uništenja. Jake se s ocem preselio na Mars.
2369. godine Jake i Benjamin preselili su se na Deep Space Nine gdje je Benjamin postao zapovjednik postaje. Jake nije bio zadovoljan idejom života na svemirskoj postaji i radije je želio živjeti na Bajoru. Ipak, prihvatio je život na DS9 nakon što je upoznao Noga koji mu je postao najbolji prijatelj.
Jake i Nog pohađali su zajedno nastavu kod Keiko O'Brien gdje je Nog naučio pisati i čitati, a Jake je proširio svoje znanje.
Benjamin se zabrinuo za Jakea zbog prijateljstva s Nogom. Bojao se da će Nog negativno utjecati na Jakea. Kad je obitelj Nogu zabranila pohađanje škole, Benjamin je odahnuo vjerujući da se više neće družiti s njegovim sinom. Međutim, njiho dvojica i dalje su zajedno provodili vrijeme i uskoro se pokazalo da je Jake samostalno podučavao Noga.
Jake se odlučio protiv Akademije Zvjezdane flote i umjesto toga je odlučio pohađati školu Pennington na Novom Zelandu. Kasnije je postao reporter tijekom Dominijskog rata.